# Annfinnur Heinesen
Annfinnur Heinesen (født i 1976 i Klaksvík) er en færøsk skuespiller og instruktør og nuværende direktør ved Færøernes Folkehøjskole. Han blev uddannet ved Skuespillerskolen ved Odense Teater, og har også studeret statskundskab ved Københavns Universitet. Han har arbejdet som skuespiller både i teater og i TV-serier og kortfilm. Han er også instruktør og har instureret sanglegene Jesus Christ Superstar i 2010 og Audition i 2012, der blev opført i Thorshavn. Hann har arbejdet i Kringvarp Føroya, i den Nordatlantiske Gruppe i Folketinget og for DR-Nyheder (21 Søndag). Han har været tilknyttet kulturprojektet Ung í Føroyum, Tjóðpallur Føroya, Leikhúsið Gríma (1997-98), Odense Teater (1999-2003), Det Ny Teater (København) (2004-05), Det Kongelige Teater (2004), Betty Nansen Teatret (2005-06) og Aldubáran (2006-07). Siden 2014 har han været direktør Føroya Fólkaháskúli (Færøernes Folkehøjskole).

## Karriere

### Skuespiller i film og TV-serier
Annfinnur Heinesen har medvirket i disse film:
- 2013 - Munch, kortfilm af Jónfinn Stenberg (vandt Publikumprisen ved Geytin 2013)
- 2012 - Buzz Aldrin, hvor ble det av deg i alt mylderet? (TV-serie) - Spillede rollen som Palli, norsk TV-serie i 4 afsnit, der blev indspillet i Norge og på Færøerne.
- 2010 - Lulu & Leon - fængselsbetjent i Glædelig f#@king jul.[3]

### Skuespiller i teater
- Tóm rúm, Hann, Tjóðpallur Føroya, 2014.
- Dreymar jóansøkunátt
- Oliver Twist
- Skeyk
- Kvinnan í svørtum
- Søgan um ein soldát
- Meðan vit bíða eftir Godot
- Aeneas - et fejlfarvet helteepos
- Sound of Music
- Beauty and the Beast
- Richard 3.
- En ikke ubetydelig historie
- Chaos-Cosmos
- Terningerne er kastede[4]
- Krystalnatten
- Veiða Vind
- Magnus Musikus
- Boðberissekkurin

### Instruktør
- 2012 - Audition, sangleg
- 2010 - Jesus Christ Superstar, sangleg